# Ernst von Hertzberg
Ernst Kaspar Wilhelm von Hertzberg, auch von Hertzberg–Lottin, (* 5. Juli 1852 in Lottin, Kreis Neustettin; † 16. Dezember 1920 ebenda) war ein preußischer Landschaftsdirektor und Politiker.

## Leben
Er entstammte dem alten pommerschen Adelsgeschlecht Hertzberg, das im Jahr 1378 erstmals urkundlich erwähnt ist, war der Sohn des Juristen und Oberlandesgerichts-Auskultators Theodor von Hertzberg (1815–1874) und der Marie Österreich (* 1825) und hatte vier Geschwister.
Hertzberg war Gutsherr auf Lottin, Hohbüch und Babylon (alle im Kreis Neustettin) und königlich preußischer Rittmeister. Er war außerdem um 1910/12 Landschaftsrat, in Quellen hier betitelt als Ritterschaftsrat der Landschafts-Departements-Direktion der Pommerschen Landschaft in Treptow an der Rega und Landschaftsdirektor. Er war Ehrenritter des Johanniterordens.
Im Jahre 1894 wurde Hertzberg auf Präsentation des alten und des befestigten Grundbesitzes im Landschaftsbezirk Herzogtum Kassuben Mitglied des Preußischen Herrenhauses auf Lebenszeit. Ferner war er Mitglied des Provinziallandtags von Pommern und langjähriges Ausschussmitglied der Preußischen Zentralgenossenschaftskasse. Hertzberg war ein Freund und Vertrauter von Heinrich Claß, wodurch er in Verbindung mit dem Alldeutschen Verband kam. Sein Sohn Gertzlaff wurde dort später auch aktiv. 1899 fabuliert von Hertzfeld von jüdischen „Geheimschriften“, welche der Regierung vorliegen und welche u. a. einen Blutritus beschreiben sollen. Anfang 1916 war Ernst von Hertzberg Mitunterzeichner, der von Otto zu Salm-Horstmar initiierten Kaisereingabe. Hertzberg positionierte sich klar auch später gegen den Kaiser. Ab 1919 gehörte er dem „Beirat“ des Deutschvölkischen Schutz- und Trutzbund an. Seine Position im Pommerschen Bauherrenverband nutze er, um gegen die „schamlose und niederträchtige Weise“ der organisierten Arbeiter zu wettern und sozialdemokratische Arbeiter durch eine Mitgliederverpflichtung von den Baustellen zu verbannen. Kurz vor seinem Tod konnte er in der Deutschen Adelsgenossenschaft u. a. die Einrichtung eines Arierparagraphen durchsetzen.
Hertzberg heiratete am 12. Juni 1875 in Neustettin Eva von Busse (* 13. August 1856 in Neustettin; † 8. März 1933 auf Gut Lottin), die Tochter des Neustettiner Landrats Hermann von Busse und der Emma von Bonin aus dem Haus Wulfflatzke. Aus der Ehe gingen in den Jahren 1877–1899 gingen sechs Töchter hervor, sowie ebenso sechs Söhne, unter anderem der Landschaftsrat Rüdiger von Hertzberg (* 1877; † 1945), Erbe von Lottin, und Oberstleutnant Siegward von Hertzberg (* 1879; † 1963), er erhielt Gut Babylon. Der Landrat a. D. Gertzlaff von Hertzberg war ein jüngerer Sohn.